# Designmuseum van Barcelona

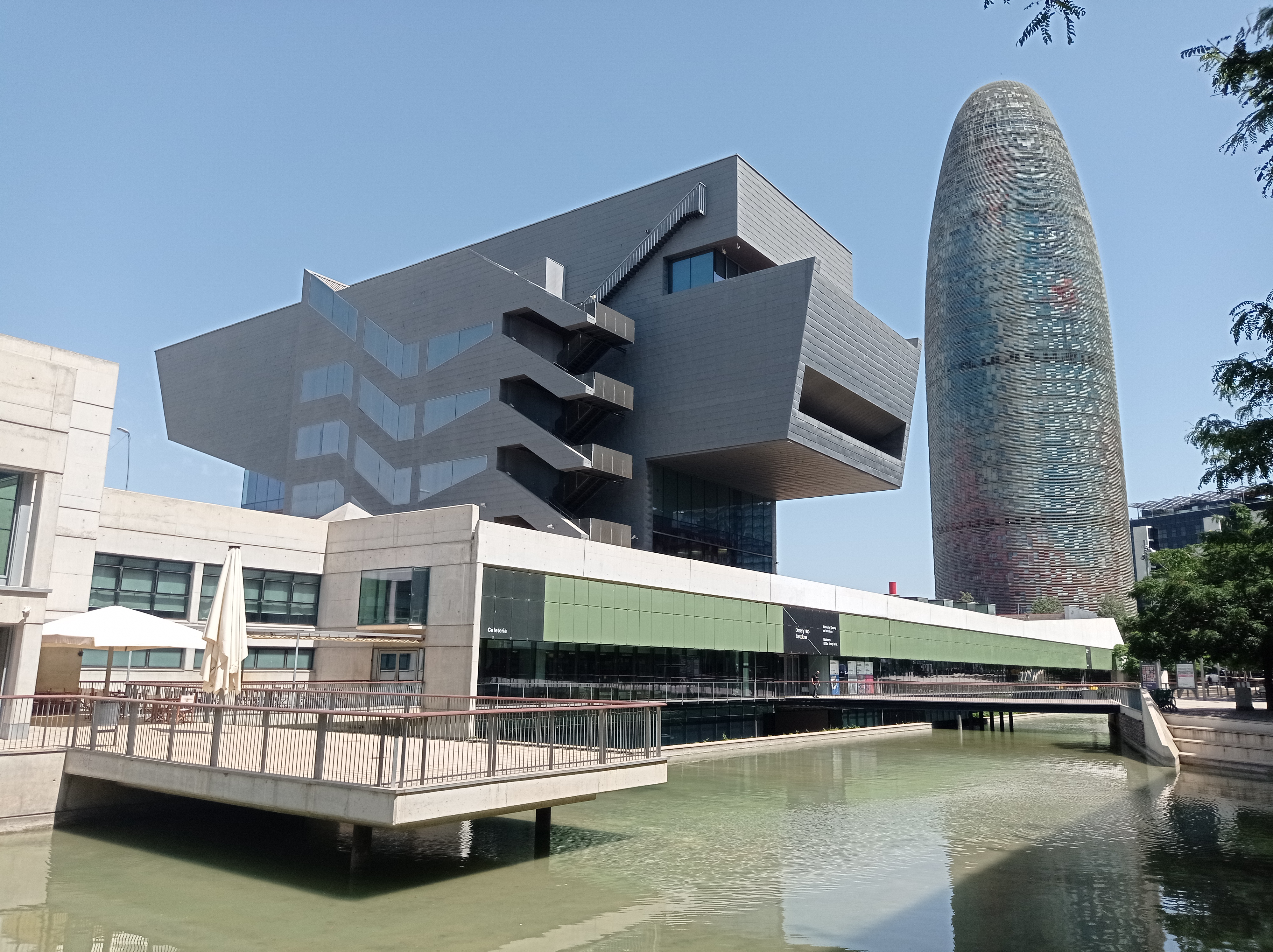
Designmuseum

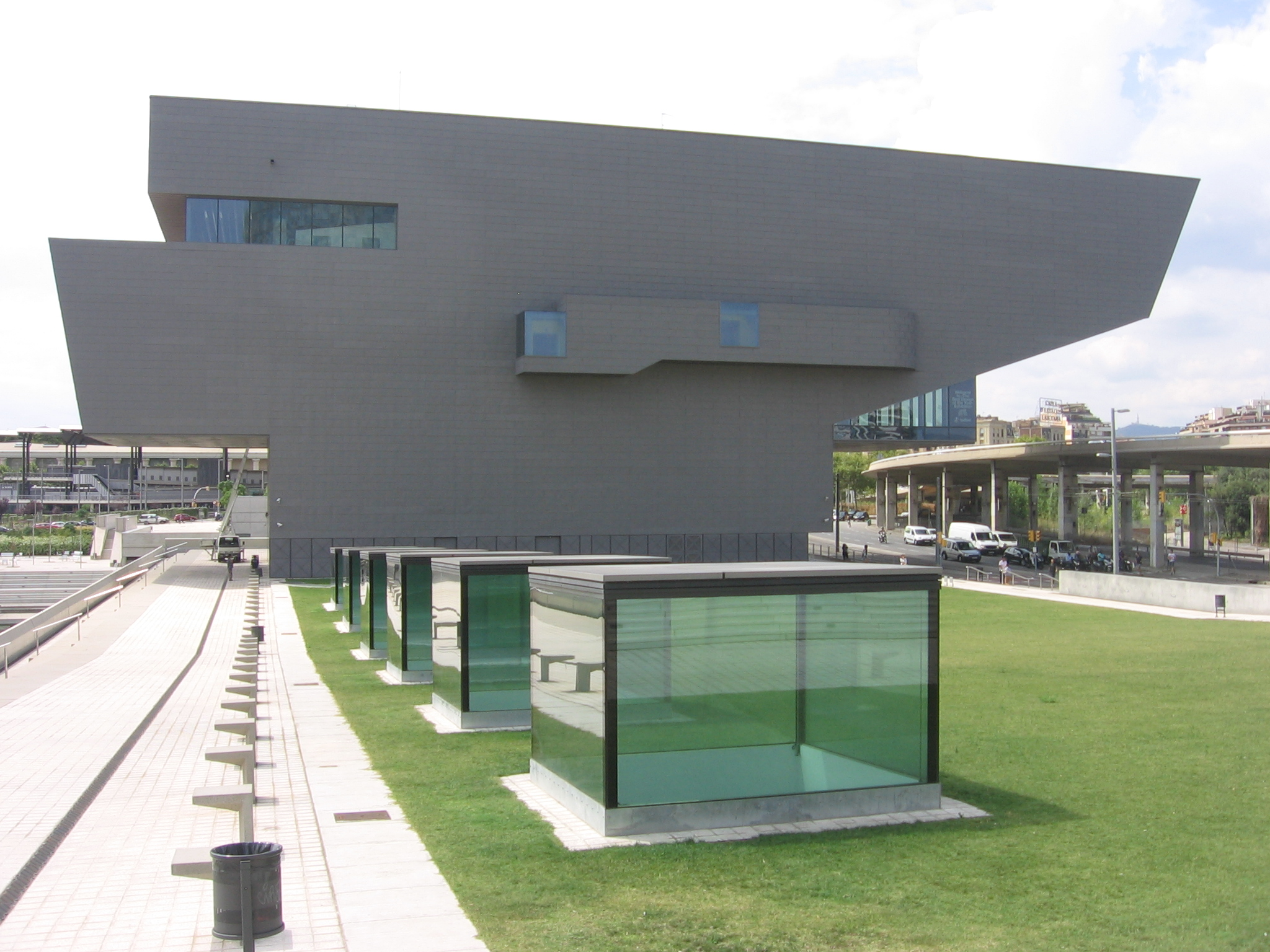
Designmuseum

Het Designmuseum van Barcelona (Catalaans: Museu del Disseny de Barcelona/Spaans: Museo del Diseño de Barcelona) is een museum in het Catalaanse Barcelona. Het museum ligt aan de Plaça de les Glòries Catalanes. Het museum werd geopend in 2014 en huist in een modern gebouw Disseny Hub (DHUB), naar ontwerp van MBM Arquitectes. In het gebouw worden de collecties tentoongesteld van het museum voor decoratieve kunsten Museu de les Arts Decoratives, het keramiekmuseum Museu de Ceràmica, het textielmuseum Museu Tèxtil i d'Indumentària en het grafisch museum Gabinet de les Arts Gràfiques. 